# Štefan Suroviak
Štefan Suroviak, pseudonym Š. S. Oravský (10. listopadu 1892 Pribiš – 17. června 1950 Piešťany), byl československý a slovenský politik a meziválečný poslanec Národního shromáždění za Hlinkovu slovenskou ľudovou stranu, později za Autonomistický blok.

## Biografie
Po studiu na vyšší obchodní škole pracoval v letech 1911–1912 jako železniční praktikant v Popradě. V letech 1921-1938 byl přednostou dopravního úřadu v Žilině. Po vzniku Československa rovněž zakládal Svaz slovenských železničářů (napojený na odborovou ústřednu křesťanských odborů), v němž pak dlouho zastával přední funkce.
V parlamentních volbách v roce 1925 získal mandát v Národním shromáždění. Obhájil ho v parlamentních volbách v roce 1929 i v parlamentních volbách v roce 1935, naposledy ovšem již za Autonomistický blok, jehož vznik iniciovala Hlinkova slovenská ľudová strana. Poslanecké křeslo si oficiálně podržel do zrušení parlamentu 1939. Profesí byl předsedou Svazu slovenských železničářů. Podle údajů z roku 1935 bydlel v Žilině.
Ve volbách v prosinci 1938 byl zvolen do slovenského sněmu. Politicky se angažoval i během slovenského štátu. Zasedal nadále v slovenském sněmu. V roce 1942 se stal předsedou Sdružení státních a veřejných zaměstnanců. V letech 1942-1945 vydával čtrnáctideník Verejné právo, v letech 1944–1945 čtrnáctideník Hlas dopravy. Po válce byl roku 1947 odsouzen Národním soudem na osm let odnětí svobody.